# Hermann Scholtz

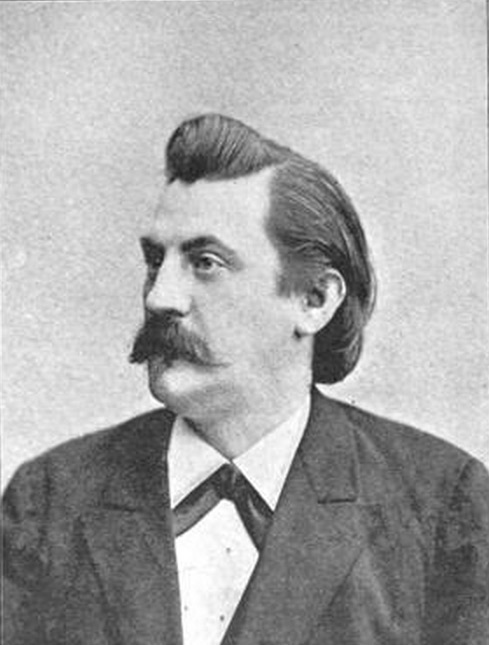
Hermann Scholtz (ca. 1895)

Hermann Scholtz (* 9. Juni 1845 in Breslau; † 13. Juli 1918 in Dresden) war ein deutscher Pianist und Komponist.

## Leben
Er studierte zunächst bei Moritz Brosig in Breslau (Harmonielehre) und ging 1865 ans Leipziger Konservatorium, wo er seine Studien bei Louis Plaidy (Klavier), Carl Riedel (Kontrapunkt) und Heinrich Schulz-Beuthen (Instrumentation) fortsetzte. Auf Empfehlung von Franz Liszt übersiedelte er 1867 nach München und beendete an der dortigen Königlichen Musikhochschule seine Studien bei Hans von Bülow (Klavier) und Josef Gabriel Rheinberger (Kontrapunkt).
Danach unterrichtete er sechs Jahre an der Münchner Musikhochschule und wechselte 1875 nach Dresden, wo er 1880 zum Königlich Sächsischen Kammervirtuosen und 1910 zum Professor ernannt wurde. Zu seinen Schülern zählten Hans Fährmann, Leo Kestenberg, Clara Mannes und Johannes Pache.
Mit Marie Wieck, die seiner Familie zeitweise ihr Sommerhaus in Hosterwitz überließ, war Scholtz freundschaftlich verbunden. Zuletzt wohnte er in der Nürnberger Straße 18b.
Als Pianist trat Scholtz vor allem mit Werken von Frédéric Chopin hervor. Für die Edition Peters gab er dessen Schaffen in einer redigierten dreibändigen Ausgabe heraus, die lange Zeit eine Standardausgabe darstellte.
Von Scholtz sind einige Interpretationen auf Lochstreifen für das Phonola-Piano der Firma Hupfeld erhalten, darunter von seiner Ballade op. 76, außerdem von Chopins Klavierkonzert Nr. 2 f-Moll op. 21 (Larghetto).

## Familie
Scholtz war mit Flora geb. Nádler verheiratet, einer Schwester des Budapester Kunstprofessors Róbert Nádler. Ihr Sohn Robert Friedrich Karl Scholtz (* 14. April 1877 in Dresden; † 19. Mai 1956 in Berlin) war Maler und Graphiker.

## Werke (Auswahl)
- Klavierkonzert e-Moll
- Albumblätter op. 20
- Acht Mädchenlieder op. 37
- Klaviertrio f-Moll op. 51
- Ballade op. 76
- Variationen über ein Originalthema für 2 Klaviere op. 77